# 오시주
오시주(러시아어: Ошская область, 키르기스어: Ош областы)는 키르기스스탄의 주로, 주도는 오시이며 인구는 1,299,500명(2005년 기준), 면적은 29,200km2이다. 북쪽으로는 잘랄아바트 주, 북동쪽으로는 나린 주, 남동쪽으로는 중국 신장 위구르 자치구와 인접해 있으며 남쪽으로는 타지키스탄, 서쪽으로는 밧켄 주, 북서쪽으로는 우즈베키스탄과 인접해 있다.

## 인구
| 연도                                | 인구      | ±%     |
| ----------------------------------- | --------- | ------ |
| 1970                                | 433,029   | —      |
| 1979                                | 554,480   | +28.0% |
| 1989                                | 712,643   | +28.5% |
| 1999                                | 943,566   | +32.4% |
| 2009                                | 1,104,248 | +17.0% |
| 2021                                | 1,391,649 | +26.0% |
| Note: resident population; Sources: |           |        |